# Edelweiss Air
A Edelweiss Air é uma companhia aérea suíça que opera voos principalmente para a região do Mediterrâneo, Ilhas Canárias, Caribe e Maldivas. Também opera voos charter. Seu principal aeroporto base é Zurique. Apresenta uma frota composta por aeronaves Airbus A330-300/200 e A320. Edelweiss Air foi fundado em 1995 e pertence ao Grupo Lufthansa (é uma subsidiária da Swiss).

## Frota

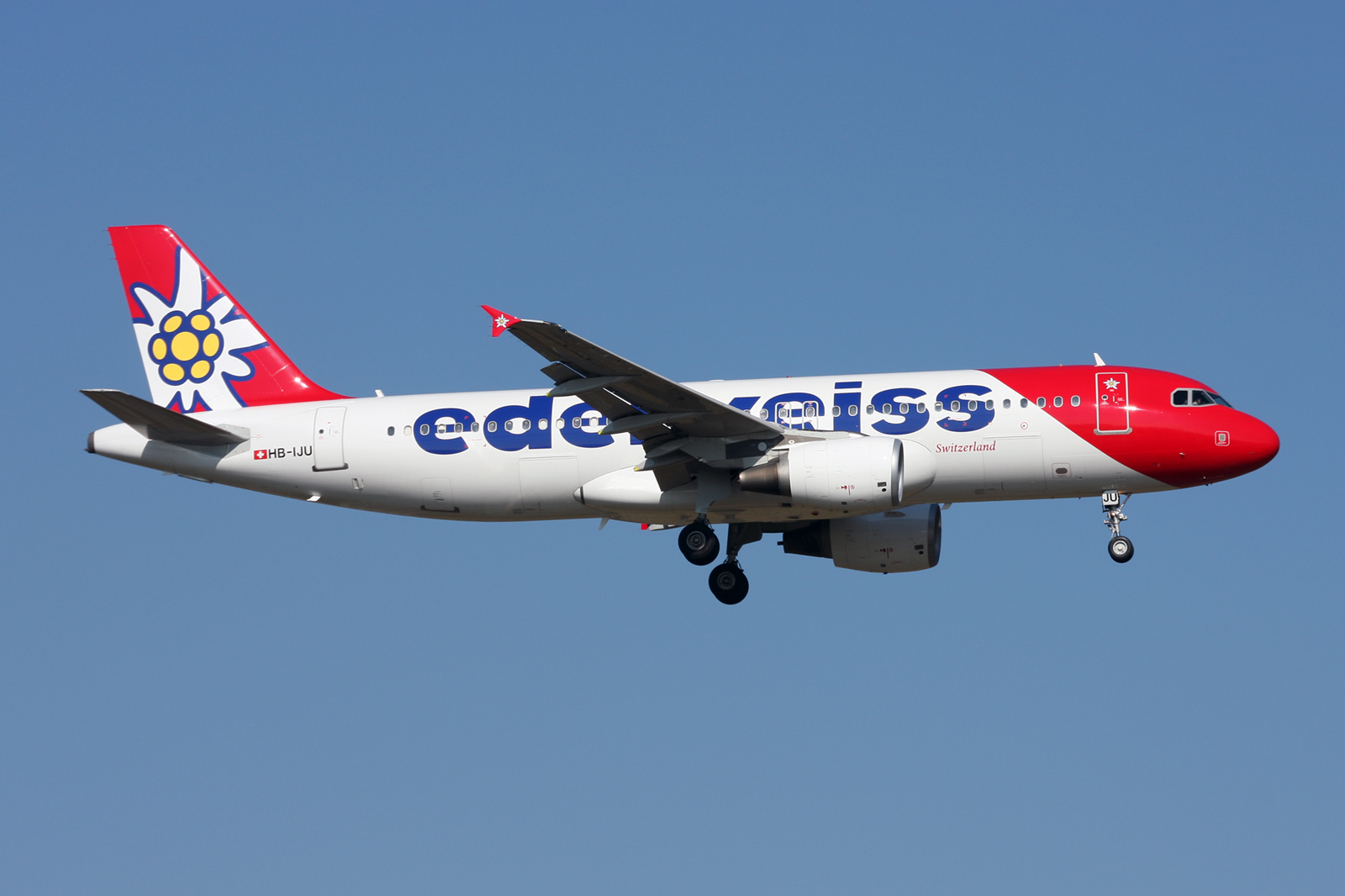
Airbus A320 da Edelweiss Air.

Em 9 de agosto de 2017, a frota é composta por:
| Aeronave        | Quantidade |
| --------------- | ---------- |
| Airbus A320     | 6          |
| Airbus A330-300 | 2          |
| Airbus A340-300 | 2          |
| Total           | 10         |